# Cleveland Abbe
Cleveland Abbe (født 3. december 1838 i New York, død 28. oktober 1916 i Montana) var en amerikansk astronom og meteorolog.
Abbe blev i 1860 ansat ved Coast and Geodetic Survey i Washington, i 1867 som assistent ved Naval Observatory sammesteds, i 1868 som direktør for observatoriet i Cincinnati, i 1871 som meteorolog ved Weather Bureau i Washington og fra 1886 som professor i meteorologi ved Columbian College. I fagtidsskrifter har han publiceret en række astronomiske afhandlinger om kometer, stjernetåger m.v. I årene 1873-1888 udgav han Annual summary and review of progress in meteorology.